# 美国国家科学院
国家科学院（英語：National Academy of Sciences，缩写：NAS）是由美国科学家组成的组织，其成员在任期内无偿地作为“全国科学、工程和医药的顾问”，由美國總統亚伯拉罕·林肯在1863年3月3日签署法案创立。

## 出版物
- 美国国家科学院出版《美国国家科学院院刊》（PNAS）。